# Rruga shtetërore SH2
Die Rruga shtetërore SH2 (albanisch für Staatsstraße SH2) ist eine Nationalstraße in Albanien. Sie verbindet als vierspurige, richtungsgetrennte Autobahn Durrës, die größte Hafenstadt Albaniens, mit der Hauptstadt Tirana und ist 33 Kilometer lang. Entsprechend ist sie auch als Autobahn Durrës–Tirana bekannt.

## Streckenverlauf
Die SH2 beginnt beim Hafen Durrës und führt zuerst durch die Vororte von Durrës, dann vorbei an Shijak, Vora und Kamza nach Tirana. Sie endet dort im nordwestlichen Stadtteil Lapraka beim Kreisverkehr Sheshi Shqiponja mit den Straßen Rruga Vangjel Noti, Rruga Dritan Hoxha und Rruga Teodor Keko.
Die SH2 ist das verkehrstechnische Rückgrat der Metropolregion Tirana-Durrës. Sie dient einerseits als wichtigste Verbindungsachse zwischen den größten Agglomerationen Albaniens. Zudem sind entlang dieser Straße große Industriegebiete entstanden, wo sich Logistikbetriebe, Dienstleistungsbetriebe, Einkaufszentren (u. a. Citypark Albania, QTU Tirana), Hotels und auch Behördenstellen angesiedelt haben.

## Ausbaustand
Auf den ersten sieben Kilometern ab Tirana wurde schon im Jahr 1994 mit dem Bau einer vierspurigen, richtungsgetrennten Straße begonnen. Diese war lange die einzige Hochleistungsstraße des Landes.
Die SH2 wurde im Jahr 2000, teilweise auf neuer Trasse, als autobahnähnlichen Straße mit vier Fahrspuren und beidseitigen Pannenstreifen ausgebaut und gilt als erste Autobahn Albaniens. Sie ist die einzige albanische Nationalstraße, die komplett vierspurig und richtungsgetrennt und durchgängig kreuzungsfrei ist. In Vora und Durrës wurde die Straße im engen Siedlungsraum mit großen Brücken über bestehende Verkehrswege geführt. Weitere Brücken queren den Erzen und die Eisenbahn.
2007 wurde eine Zubringerstraße von der SH2 zum Flughafen Tirana, die SH60 eröffnet. Diese wird auch als Alternative zu den beiden anderen Verbindungswegen genutzt, die von der SH2 nach Nordalbanien führen.
Zwei Kilometer vor dem Autobahnende bei Durrës besteht ein Anschluss an die SH 85, die die südlichen Stadtteile von Durrës (Durrës Plazh) umfährt. Am Ende der Straße in Tirana besteht Anschluss an die Umfahrung von Tirana, die Ringautobahn Unaza e Madhe, die in die Autobahn A3 nach Süden mündet.
Zwischen Vora und Tirana wurden zusätzlich auf beiden Seiten der Autobahn zwei Nebenstraßen errichtet, welche die Zufahrten der vielen Gewerbebetriebe und Dörfer aufnehmen. Westlich von Vora wird der Langsamverkehr über die alte Landstraße (via Sukth) geführt.
2024 wurde begonnen, die SH2 zwischen Tirana und Kashar auf drei Fahrspuren pro Richtung plus Pannenstreifen auszubauen. Es ist mittelfristig geplant, die gesamte SH2 von Tirana bis Durrës auf drei Fahrspuren pro Richtung plus Pannenstreifen auszubauen. Nach Fertigstellung soll die derzeit zulässige Höchstgeschwindigkeit von 90 km/h auf 140 km/h erhöht werden.